# Union Sportive O'Mbila Nziami Libreville
O Union Sportive O'Mbila Nziami Libreville é um clube de futebol com sede em Libreville, Gabão. A equipe compete no Campeonato Gabonês de Futebol.

## História
O clube foi fundado em 1962.